# Johan Verschuuren
Johan Verschuuren (Aarle-Rixtel, 13 augustus 1935 - 21 januari 2021) was een Nederlandse weerpresentator. 
Sinds 1 maart 1982 was Verschuuren dagelijks als weerman te horen op Omroep Brabant Radio. Iedere dag om kwart over negen liet Verschuuren het Noord-Brabantse weerbericht horen. Kenmerkend voor zijn weerpraatje was zijn typische Oost-Brabantse intonatie en de opening met de woorden 'goeie morrege'.
Naast presentator van het weer was Verschuuren verzamelaar en bedenker van allerlei weerspreuken. Van zijn hand verschenen de boekjes Weerspreuken (1980), Het weer en de kalender volgens eeuwenoude spreuken (1989) en De weerkalender volgens eeuwenoude spreuken (2000) met zegswijzen over weersverschijnselen en -omstandigheden.
Hij verloor zijn beide zonen: op zesjarige leeftijd overleed zijn eerste zoon door een nieraandoening, de ander op 42-jarige leeftijd aan botkanker.
Op 17 augustus 2007 werd Johan Verschuuren tijdens zijn weerpraatje getroffen door een lichte TIA. Op 1 oktober 2007 hervatte Verschuuren zijn dagelijkse weerpraatjes.
Vanaf 1 september 2008 was hij alleen nog maar te beluisteren in het weekend. Op werkdagen werd het weerpraatje sindsdien verzorgd door Meteo Consult.
Op 4 september 2011 verzorgde Verschuuren zijn laatste weerpraatje waarna hij definitief afscheid nam tijdens een speciale aflevering van het radioprogramma Lekker Geen Wekker. Uit handen van de commissaris van de Koningin Wim van de Donk ontving hij de erepenning van Noord-Brabant. Burgemeester Ubachs van de gemeente Laarbeek benoemde hem tot ereburger.
Hij overleed op 85-jarige leeftijd.